# Kopaszi-gát
A Kopaszi-gát az Összekötő vasúti híd (népnyelven sokszor még: Déli összekötő vasúti híd) lábánál, attól délre, Budapesten a XI. kerületben található. Mintegy 900 méter hosszan a Dunába nyúló gát, amely a Lágymányosi-öblöt választja el a Dunától. A gát területén több kisebb étterem és játszóház is működik, népszerű pihenő- és találkozóhely.
A gát fontos része az öblöt körülvevő korszerű közparknak, amely négy nagy részből áll, magából a Duna medrét az öböl vizétől elválasztó 750 méter hosszú gát területéből, a Rákóczi híd felhajtójának déli oldalán haladó Dombóvári úttal párhuzamos rövid Andalgó utcából, a Kelenföldi Erőmű melletti húzódó Vízpart utcából, és e három vízparti terület által körbeölelt Lágymányosi-öböl vízfelületéből.  A gáton lévő hajókikötő és a terület a Kopaszi Gát Kft. tulajdonában van. 
A téli időszakban minden nap 6–22 óráig, a nyári időszakban pedig 6-tól hajnali 2 óráig nyitva tartó közpark üzemeltetője az 1117 Budapest, Kopaszi gát 5. szám alatt bejegyzett Kopaszi Gát Kft.[4] A Dunai Vízirendészeti Rendőrkapitányság rendőrőrse működik a gát bejáratánál. A park egész területe kamerával megfigyelt terület, a biztonsági szolgálat gondoskodik az őrzéséről.
2017 első felében indult el a Nádorkert városrészben a BudaPart ingatlanfejlesztési projekt, melynek részeként a népszerű Kopaszi gát közparkja változatlanul üzemel. A teljes, 54 hektáros fejlesztési terület neve BudaPart-Kopaszi gátra módosult 2017-ben. Az építkezés 2018-ban kezdődött.

## Közlekedés
Budapest belvárosának déli kapujánál helyezkedik el a terület, számos közlekedési módot és útvonalat kínálva a megközelítésre. A Kopaszi-gát az M1/M7-es, valamint az M6-os autópálya bevezető szakaszánál, vagyis a nyugatról és délről a fővárosba tartó közlekedési folyosó közelében helyezkedik el. A Rákóczi hídnak, a Könyves Kálmán és Hungária körútnak, valamint az alsó rakpartoknak köszönhetően könnyen elérhető.
Közösségi közlekedéssel
A Körvasúttól északra az 1992–1995-között felépült Rákóczi hídon 1996-ban indult meg a 103-as busz. Forgalmát 2015-ben vette át a Közvágóhídtól meghosszabbított 1-es villamos, amely az Infopark megállóval, a 2019 óta az Újbuda-központtól meghosszabbított, a Körvasút déli oldalán lévő Dombóvári úton közlekedő 154-es autóbusz pedig az Infopark (Pázmány Péter sétány) megállóhellyel érinti. (A park Dombóvári úti főbejáratához az 1-es villamos megállójától ötperces gyalogsétával lehet eljutni.) 2022 novemberétől a Belváros felől érkező 107-es busz megállója is a közelben található. Az 1-es villamos üzemszünetében a 901-es busszal közelíthető meg a Kopaszi-gát.
Gépkocsival érkezve
- a Dombóvári út felől a Kopaszi-gát főbejáratánál lévő parkolóban lehet megállni, ha fél órán belül elhagyjuk a parkolót akkor díjmentesen, de egyébként fél óránként 220 Ft-os díj ellenében (max. 2200 Ft/nap).[2]
- Másik irányból, a Hengermalom út végénél található parkoló felől is érkezhetnek a park vendégei, ahol parkolási díj még nincs.

## Története
Az 1838-as árvíz után kezdték meg a folyamszabályozást a területen, amelynek első eleme a Gellért-hegytől délre húzódó töltéspart, a Kopaszi-gát őse, a 3 km hosszú Kopaszi párhuzammű megépítése lett 1870-1876 között: ez választotta le a hegy alatti szakaszon kiszélesedő Dunáról a Lágymányosi-tó területét.
A mai Szent Gellért tértől a mai Lágymányosi-öbölig elkészült gát a pesti oldalán 380 méter széles mederbe szorította a Duna főágát, a budai oldalán pedig leválasztotta a sekély öblöt, létrehozva ezzel a Lágymányosi-tavat. Ide kezdetben egy nagy déli kikötőt terveztek felépíteni, de az iszapos terület erre a célra végül is alkalmatlannak bizonyult.
Addig a Duna medre a Gellért-hegyi szoros után minden átmenet nélkül szélesen terült szét és folyása is lelassult, a tölcsérszerűen kiszélesedő medréből kiemelkedő Kopaszi és a Nyúlfutási elnevezésű zátonyokon elakadt a zajló jég és néhány nap alatt helyenként három méter vastag jégtorlasz keletkezett, ami elzárta a víz útját. Az eredetileg egy kilométer szélességű Duna-szakaszon, a Kopaszi-, a Nyúlfutási-zátony és a Csepel-sziget megakadályozták a tavaszi jég levonulását, ami miatt rendszeresen jeges árvizek következtek be. 
A folyamnak állapotjára való tekintet valóban alapos aggodalmat gerjeszt, hogy a tavaszi olvadással, ha a jégindulás nem kedvező körülmények között megy véghez, még nagyobb áradások fognak bekövetkezni, ha p. o. a felső Dunavidékeken meleg esőzések állnának be, minekelőtte az alsóbb részeken a Duna zaja megindulhatna. Azért valóban javallható, hogy Pest városa a lehető nagyobb árak ellen töltésekkel óvakodik, melyek talán, ha a jég zaja baj nélkül távozik, nevetség, éretlen nevetség tárgyai fognak lenni.
Ezért kezdték el megtervezni Dél-Buda Duna-partjának feltöltését. Az Országgyűlés 1870-ben megalkotta az 1870. X. törvénycikket a „Duna-folyamnak a főváros mellett szabályozásáról s a forgalom és közlekedés érdekében Buda-Pesten létesitendő egyéb közmunkák költségeinek fedezéséről és e közmunkák végrehajtási közegeiről” és elrendelte a szabályozási munkák megkezdését. Ennek során előbb végrehajtották a Soroksári-Duna-ág elzárását – ami az 1920-as években északon a Kvassay-zsilip, délen a tassi zsiliprendszer és vízi erőmű megépítésével nyerte el mai képét. Az ekkor kezdődő folyószabályozás során a folyó Dél-Budánál kiszélesedő, jobbparti részét levágták és így kialakult a Lágymányosi tó. A Duna főváros alatti két ága közül egyike sem volt főágnak tekinthető, a mederrendezés eredményeképpen ekkor lezárták a Csepel-sziget bal oldalán lévő ágat, hogy a budafoki főág hidrodinamikai és medermorfológiai viszonyai javuljanak. 1871-ben az Allgemeine Österreichische Baugesellschaft vállalat megkezdte a budafoki ág kotrásával párhuzamosan a Ráckevei-Duna lezárását is.
A budai partról csaknem a Duna közepéig behúzódó czölöp-sor a folyamatban levő Duna-szabályozás vonalát mutatja, mely által a Gellérthegyen alul elterjedő sekélyes helyek, nevezetesen az alacsony vízállásnál egészen kilátszó „Kopasz” zátony veszélyei idővel el lesznek háríthatók, minek a főváros különösen jégzajláskor fogja hasznát venni. A Duna mentében lefelé a pesti oldalon látszó nagy épület a tábori kórház, melyen alul a soroksári Duna-ág nemrég töltéssel lőn elrekesztve s ezentúl kikötő gyanánt fog használtatni.
De tekintsünk le pár perczre az alsó Duna felé is. A folyam képe itt változott meg legjobban. A tengert, a mely a soroksári Duna-ág elrekesztése következtében itt képződött, egy folyó medrébe fogják beleszorítani; az 500 öl széles folyammederből csak 200 ölnyi marad meg. A Gellérthegy alatt egy hatalmas töltés fogja átterelni a Duna vizét Pest felé a tábori kórház irányába s ezen alól a soroksári Duna-ágat elzáró töltés fogja föl a folyam sodrát és hajtja át szabályos hajlásban a Nádor-kert alatt ismét a budai partra. A Gellért-hegy alól kiindulva az irányczölöpöknek a pesti parttal, innen a soroksári-ág töltésével, s végre a Csepel-sziget partjával párhuzamosan haladó sora jelöli a töltés irányát, a mely hatalmas ívben a Gellért-hegy mögött levő sarkot s ezzel a Kopasz zátonynak egy nagy részét fogja leszelni a Dunából. A töltés mögött, ugy mint Uj-Pest alatt is, a viz megmarad és nyilásokon át fog a folyóval közlekedni. E roppant töltés felső vége, a Gellért-hegy alatt már épülőben van s mélyen benyúlik a Dunába, mintha csak folyását akarná elzárni; a „Simson” elevateur (gőzemelő-gép), a „Goliath” nevű hasonló géptársa, dolgozik e munkán valóban bámulatos eredménynyel, mindennap jókora darabot ragadván el a szegény zaklatott Dunából. Alább még három kotrógép is dolgozik, részint hogy a töltésekhez anyagot szerezzenek, részint hogy a folyó medrét tisztítsák. Kettő közülük a Kopasz zátony kinyúlásait pusztítja ott, ahol az összekötő vasúti hid tervezve van, melynek pesti oszlopaihoz már a czölöpözés is készen áll, a vizbe sülyesztendő építő vashengerek (caissonok) pedig készülőfélben vannak.

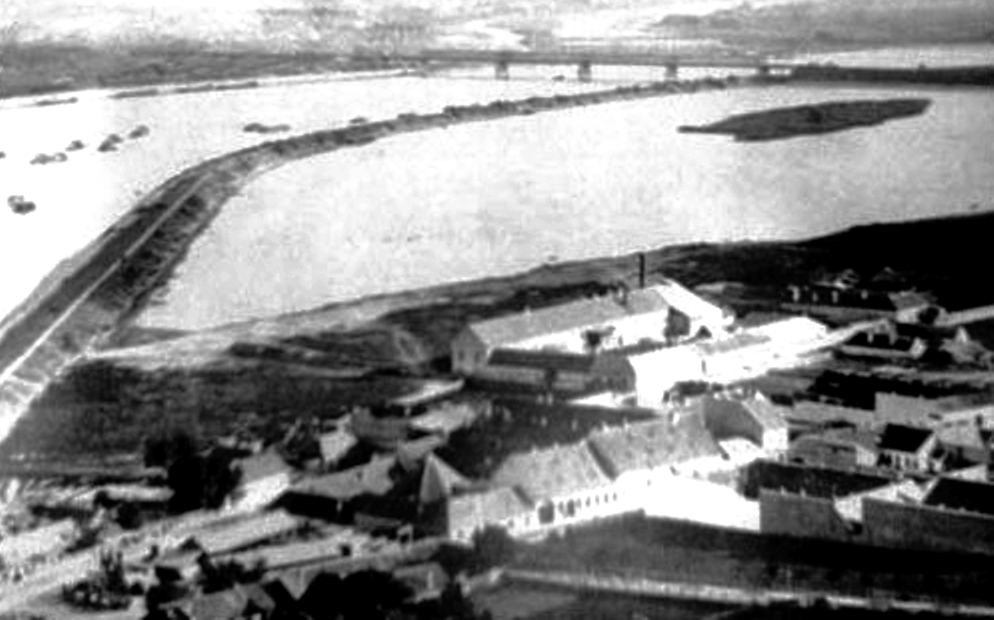
A folyószabályozás során a folyó Dél-Budánál kiszélesedő, jobbparti részét levágták és így 1880 körül kialakult a Lágymányosi tó, benne a Kopasz zátonnyal
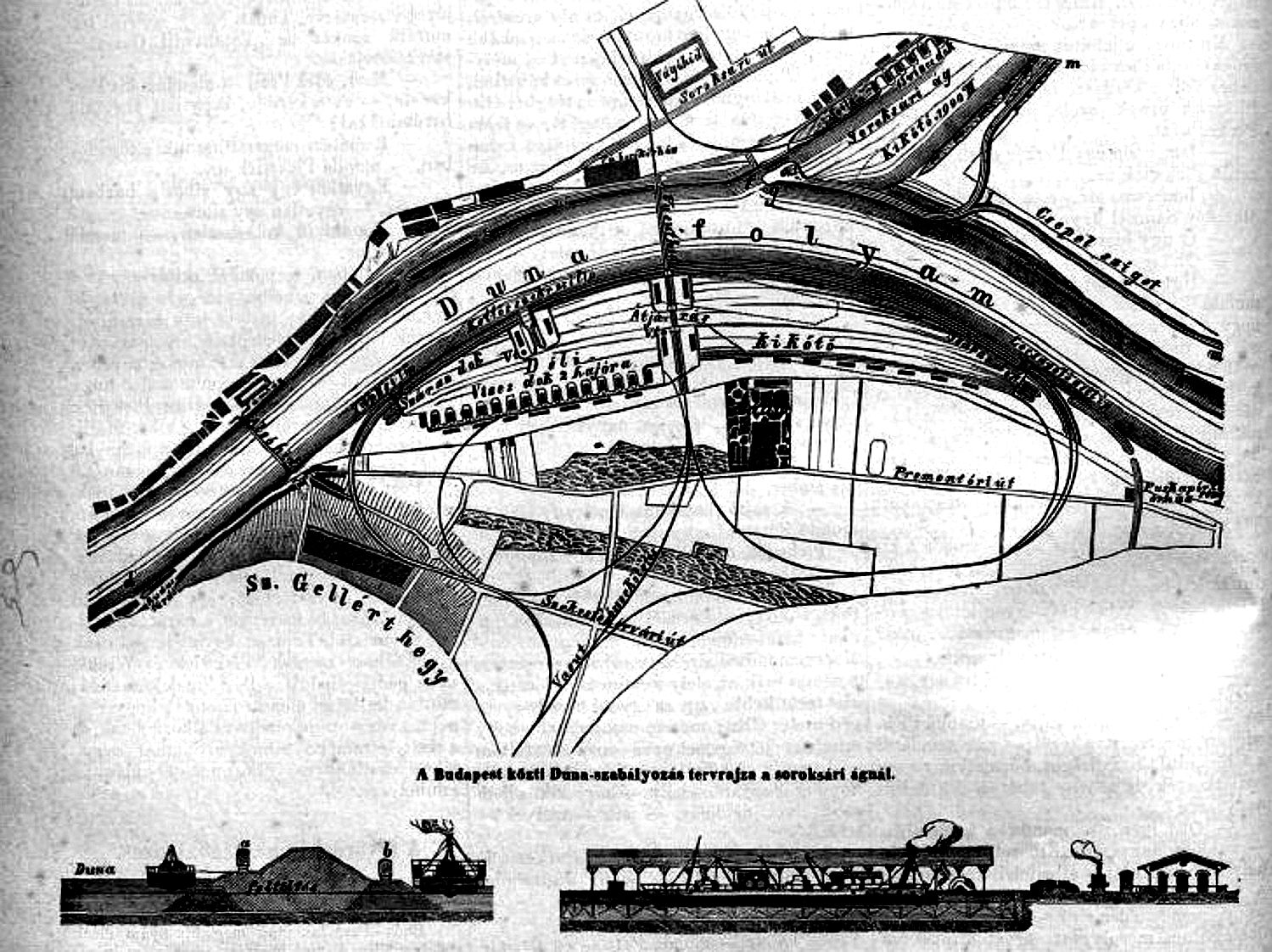
A lágymányosi Déli Kikötő korabeli terve, a Vasárnapi Ujság illusztrációja (1896)
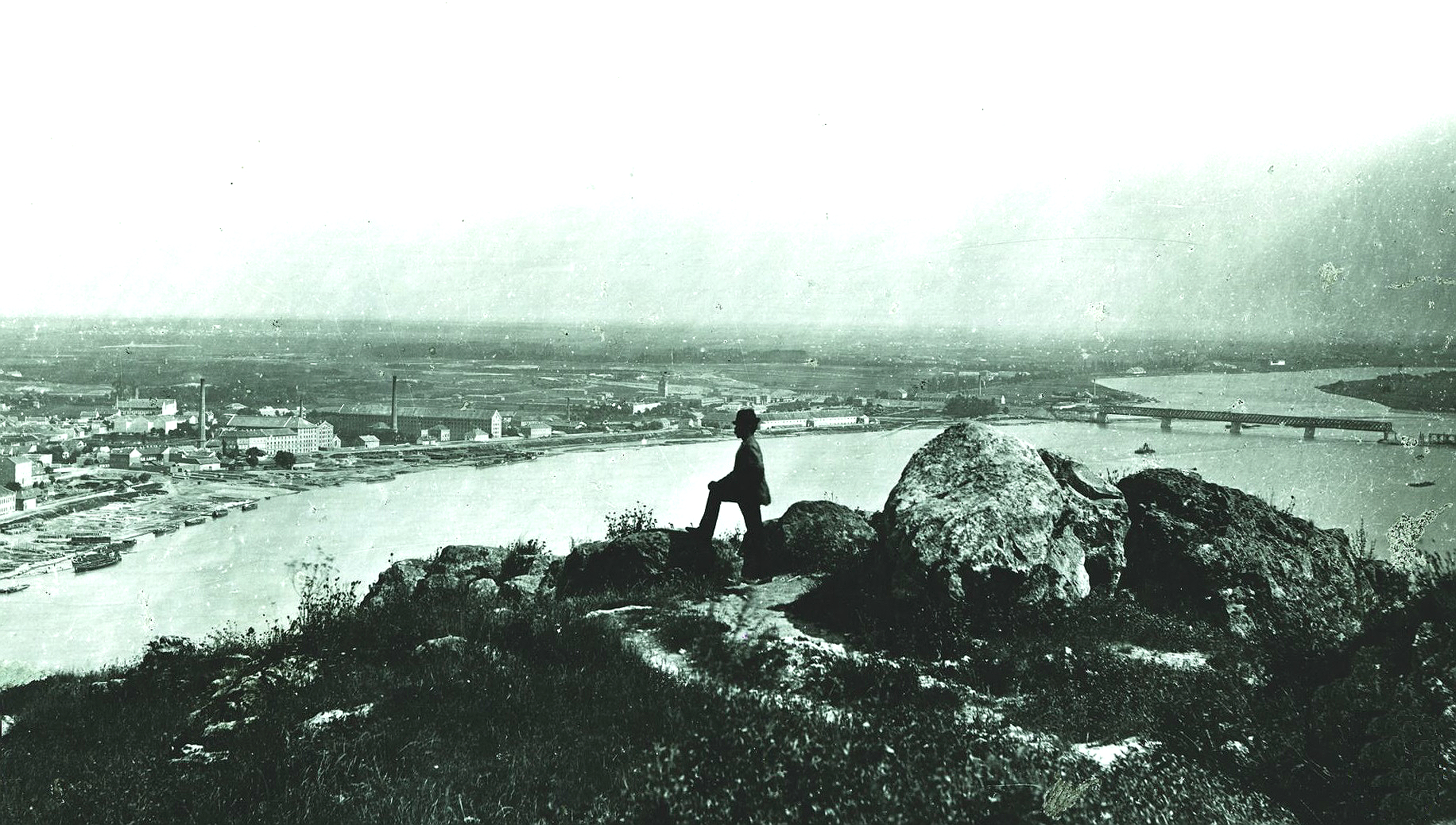
Kilátás a Gellért-hegyről 1875 körül, ekkor még nem készült el a Kopaszi-gát, a Duna eredeti szélességében folyik.
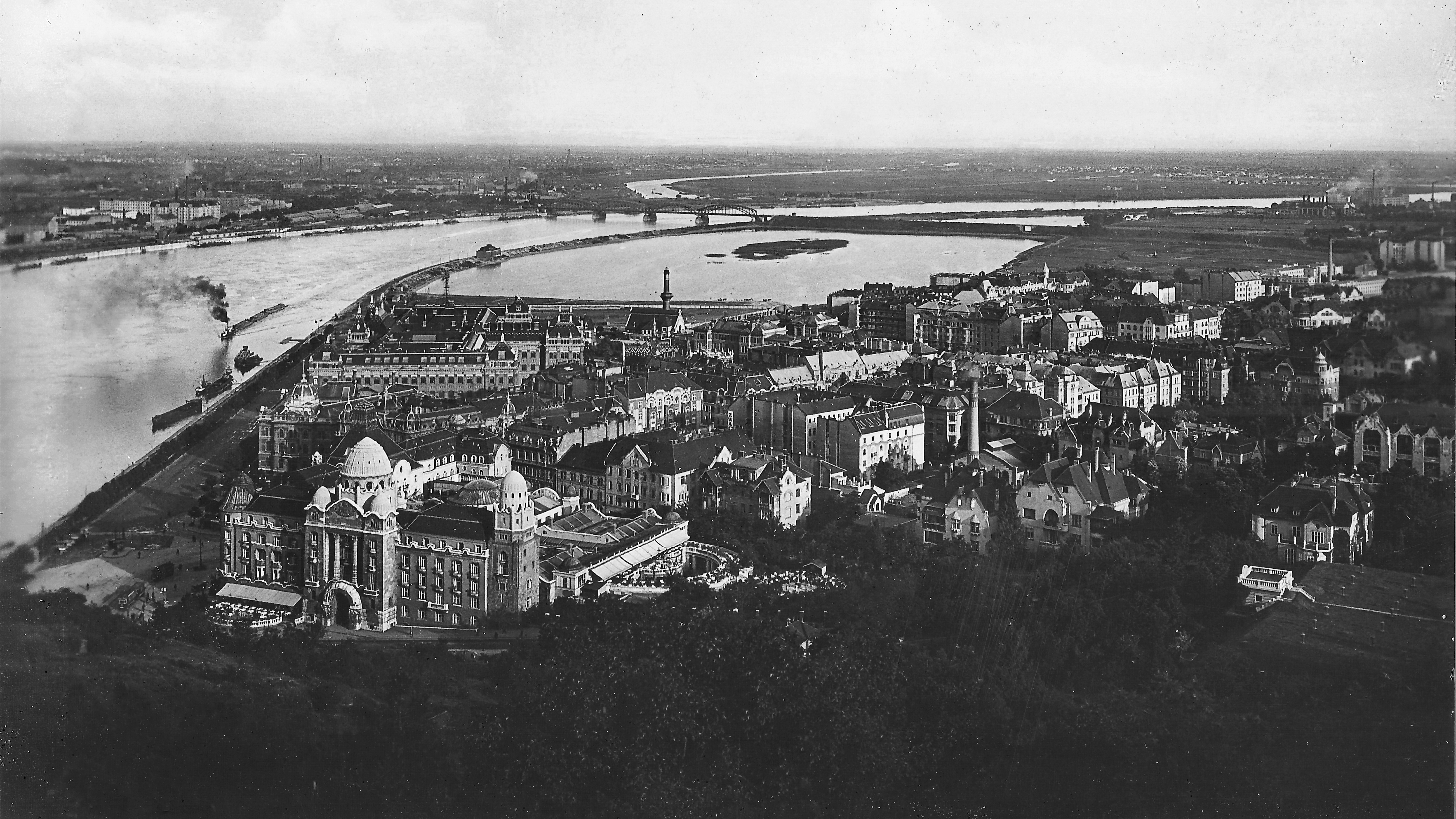
1926-ban készült látkép a Gellérthegyről dél felé. Előtérben a Gellért Gyógyfürdő és a Műegyetem, hátrább a Lágymányosi-tó és az Összekötő vasúti híd

Más források a Lágymányosi-tó feltöltésének kezdetét és a budafoki Duna-ág kotrását, valamint annak szabályozását 1881-1886 közé időzítik.

### Konstantinápoly Budapesten
1896-ban a kor ismert mulatós vállalkozója, Somossy Károly hozott létre az akkori Lágymányosi-tó területén egy keleti stílusú vigalmi negyedet „Konstantinápoly Budapesten” névvel, amely mindössze fél évig működött.

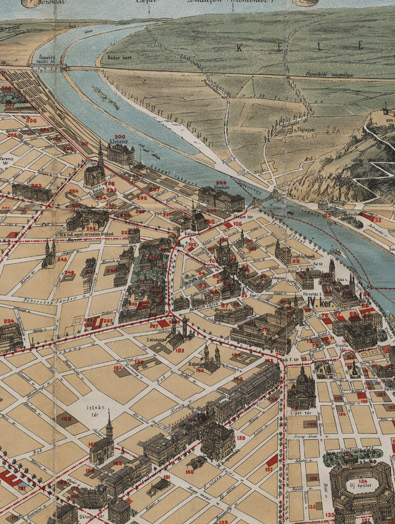
A kopaszi gát kiépítése (térképrészlet, 1896)
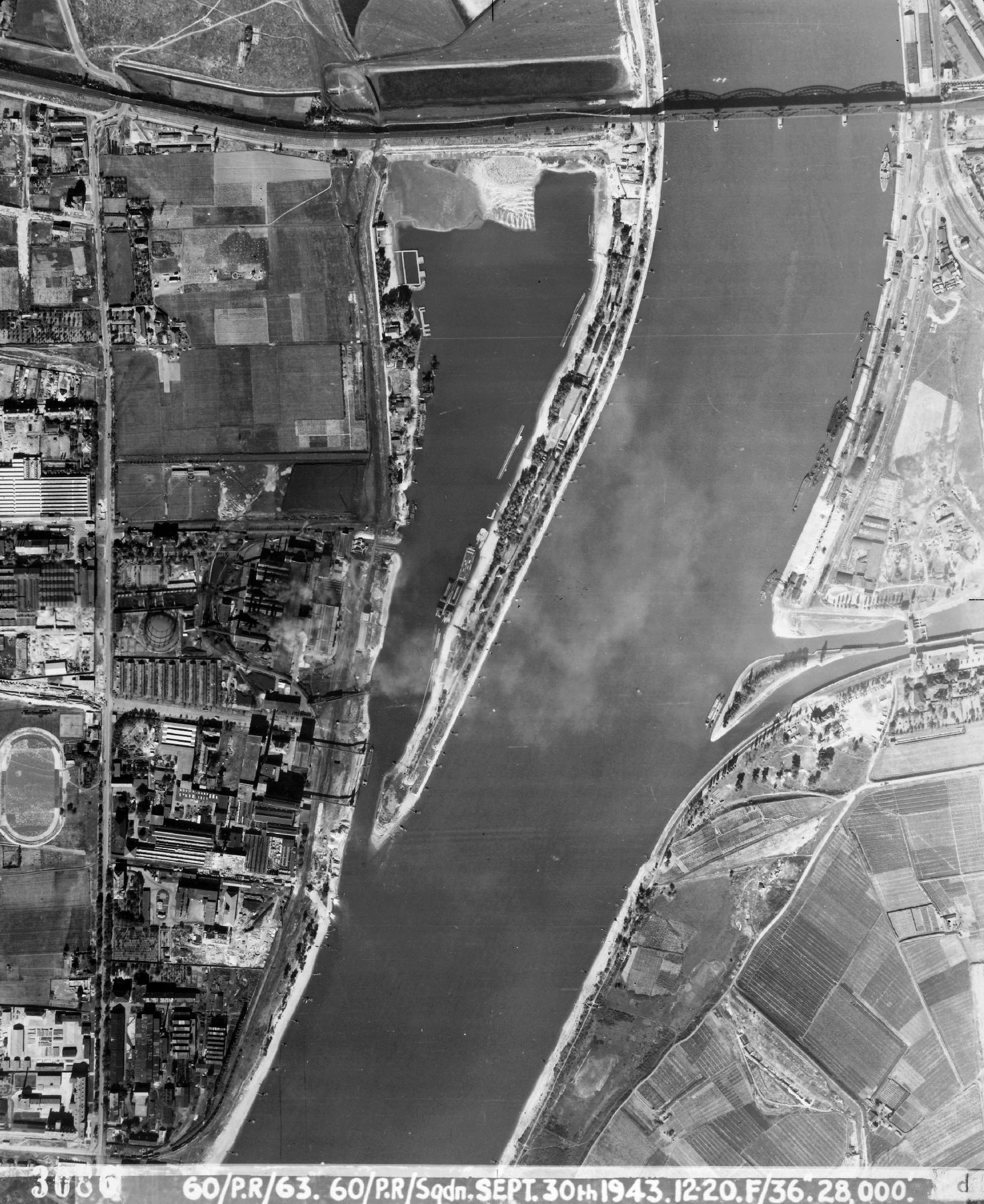
Az öböl és a Kopaszi-gát egy második világháborús légifényképen

### Későbbi évek
A szabályozás által a Lágymányosnál lévő túl széles Duna-szakasz szűkítésével kívánták az újabb áradás lehetőségét elhárítani. A megépített hosszú gát, amely a Duna medrét a Lágymányosi-öböltől elválasztotta, nevét egy, a leválasztandó mederrészben található, homokos fövennyel borított növényzet nélküli zátonyról: Kopasz-zátonyról kapta, így lett aztán a rajta épült védmű neve Kopaszi-gát. A mesterségesen kialakított terület nemsokára dúsnövényzetű víziparadicsommá alakult és a keskeny földsávon csónakházak, üdülők, kisvendéglők épültek. A Duna medréről a Kopaszi párhuzamművel leválasztott és elmocsarasodásnak indult északi Lágymányosi-tóban 1931-ig halakat tenyésztettek. 1930–1932 között folytatódott a feltöltés 1,425 millió köbméter földdel, a Petőfi híd budai hídfője számára. Egyebek mellett az 1933-1936 között lebontott Tabán házainak romjait is idehordták. Az 1933–1937 között megépült Horthy Miklós híd (1945 után Petőfi híd) projektjével párhuzamosan a mai Goldmann György tér helyét töltötték fel. (Az anyag jelentős részét vasúton, az Andor utcai vontatóvágányon szállították ide.) A budai hídfőjének feltöltéséhez 1,425 millió köbméter földet használtak fel.
1945 után további 1,5 millió köbméter föld kellett az új hídtól délre elterülő, maradék tó betemetéséhez. Ehhez a hatalmas anyagmennyiséget a háborús törmelék mellett a körvasúttól délre, az öböl déli feléből kikotort iszap adta az anyagot, amely így az ottani téli kikötő használhatóságát is javította. Belőle jött létre a mai Lágymányosi-öböl. (Az anyag jelentős részét vasúton, az Andor utcai vontatóvágányon szállították ide.) A kotrásnak egyszerre két eredménye volt, mivel feltöltötték a tavat, azzal hasznos építési területet nyertek, ugyanakkor a tervezett téli kikötő öble is használhatóvá vált. A Kopaszi zátony környékének „polderezett” feltöltése elhúzódott egészen az 1950-es évekig. Az összekötő hídtól délre eső terület ezt követően öbölként is a városrész kedvelt vízisport és strandparadicsoma maradt. A második világháború pusztításai után az 1960-as években újból megélénkült a vadromantikus vízi élet, horgásztanyák épültek. Az itt működő vendéglátó- és sportlétesítmények állapota az 1990-es évek elejére leromlott.
A Lágymányosi-tó utolsó nyílt vízfelületét 1993-ban temették be. Ide épült a Lágymányosi (Rákóczi híd) budai hídfője.
Az rendszerváltás után a Kopaszi-gát környezetében, a parton szeméthegyek emelkedtek, a vállalkozók bérleti szerződését évről évre megújították. Közműellátottság hiányában a Duna alacsony vízállása idején egyre erősebbé vált a csatornabűz.
Nemes Gyula filmrendező 1998-tól dokumentumfilmen követte nyomon a Kopaszi-gát és a Lágymányosi-öböl átalakulását, valamint a rajta sorakozó régi bódék elbontását, az itt élő és az ide járó emberek korabeli élettereit. A filmet két részben mutatták be: A Mulandóság Gátja című 2004-ben, a Letűnt Világok című 2009-ben jelent meg. Utóbbi a Karlovy Vary-i Nemzetközi Filmfesztiválon elnyerte a 2008 legjobb dokumentumfilmjének járó díjat.
A gáton 2000-ben nyitott ki a West Balkán nevű szórakozóhely, ami hamar fogalommá vált a budapesti éjszakai életben, azonban 2004-ben a terület átalakításának kezdete után be kellett zárni. A másik népszerű vendéglátóhely a nagy múltú Aranyhal Kisvendéglő volt. Utóbbi helyén nyílt meg 2010 körül a Le Bistro.

### Közpark

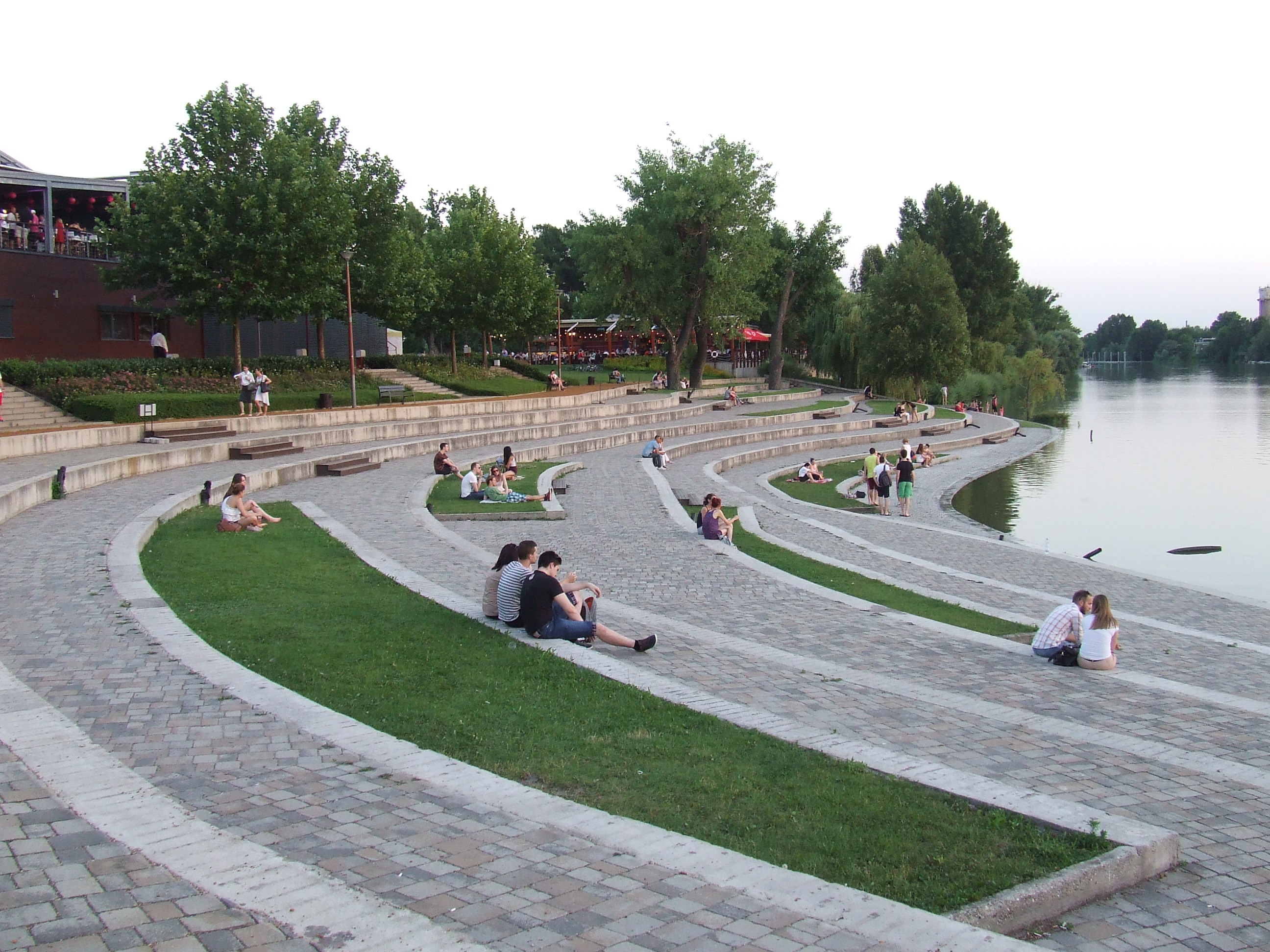
A Kopaszi gát Budapest egyik legkorszerűbben parkosított területe

A gát és az öböl a 2004-2006 között tartott rekonstrukció során nyerte el a mai, parkosított arculatát, a rajta sorakozó modern vendéglátóhelyekkel és gondozott növényekkel kialakítva. A tervezőknek az épületek kialakításánál fontos szempont volt a gáton kialakítandó komplexum állandóan változó, szezonális jellege és a terület eredeti, spontán kialakult beépítése is erre ösztönözte őket. Az öböl és környezetének adottságai kiválóak, amelynek egyedi jelleget ad a Duna-parttal való közvetlen kapcsolat, az öböl kellemes hangulata. Elmondható, hogy Budapestnek szó szerint itt van a legélőbb kapcsolata a Dunával, hisz azon túl, hogy a (vízi)sportolni vágyók, autóutak keresztezése nélkül közelíthetik meg a folyót, az öböl állandó kapcsolatban van a főággal, így a déli végén nyitott öbölbe alacsony vízállás esetén is folyamatosan jut friss víz.

## Jelene
Az öböl nyugati partján elhelyezkedő Nádorkert városrészben 2018 óta épül a Dombóvári út és az erőmű között a BudaPart nevű zsúfolt irodaház és lakópark komplexum, továbbá a Mol Campus 2022-ben átadott tornya.

## A Kopaszi-gát az irodalomban
Az a dunai sziget, amit említek, ott van a budapesti összekötő vasúti lánchíd fölött. Újszülött sziget. De azért nem „névtelen” sziget; mert ennek már a születésekor megvolt a neve. Ez a Tisza szigete a Dunában.

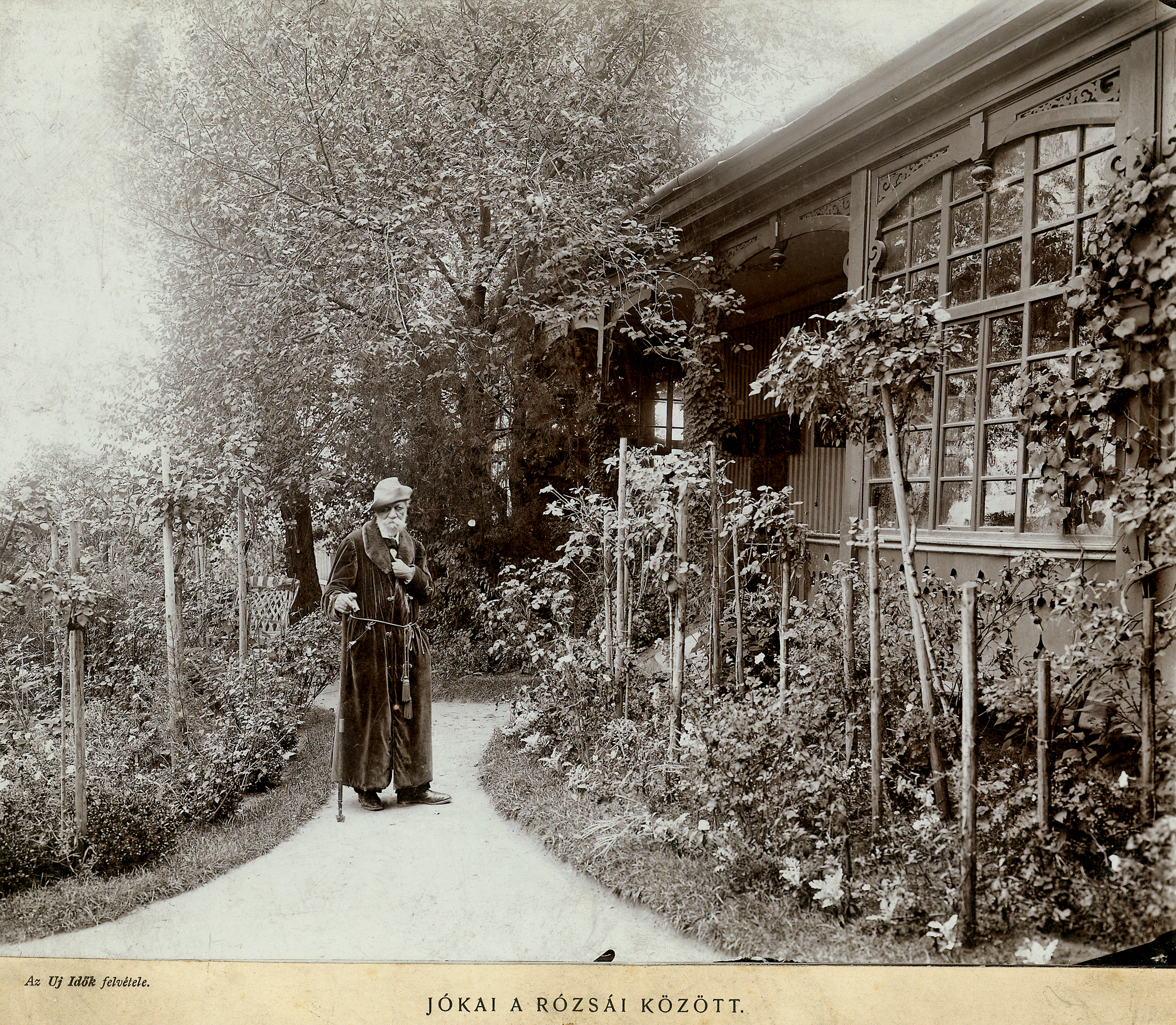
Jókai Mór a svábhegyi nyaralójában rózsái között

Vakmerő állítás! Tisza szigete a Dunában! Pedig úgy van.

Mikor Tisza Lajos volt a közlekedési miniszter, az ő auspiciuma alatt hajtották végre a Duna-szabályozást Buda és Pest között, melynek a főváros árvíz elleni biztosítása volt a célja. (E célra be is vált.)

A többek között a Gellérthegytől kezdve Promontorig egy hosszú kőgátat vontak végig a Duna medrében, mely a folyamot szűkebbre szorította.

Hát aztán a gáton kívül maradt vízzel mi történjék? Majd gondoskodik arról Neptunus.

A gát olyan alacsony, hogy minden kisebb áradás keresztülcsaphat rajta, a nagy még inkább. Ilyenkor az áradat sok iszapot lerak: az iszapból zátony lesz, a zátonyból sziget lesz, a szigetből kontinens lesz: a Duna feltölti az elhagyott medrét. Hosszú munka; de ingyen.

És én láttam ezt a szigetet megszületni, felnövekedni, innen a svábhegyi teraszomról.

Első évben csak egy hosszúkás kopasz zátony volt, a másodikban már fölverte a nád, a harmadikban fűzfa és rekettye borította el, s már akkor vadkacsák tanyáztak rajta, később topolyfák emelkedtek ki belőle, varjúk, kányák fészkeltek a lomb közt, földi kutyák, vízi patkányok a fák tövében; tíz, húsz, harminc év múlva már derék liget zöldült rajta, melynek jótékony magányát nyaratszaka szabadságszerető lakosok vették igénybe. (Kérdés, hogy lakos-e az, akinek lakása nincs?)

Így keletkezett évtizedek alatt, az én szemem láttára, az én kedves emlékű barátom, Tisza Lajos intézkedése következtében egy „Tisza-sziget” a Duna közepén.